# Den hundredårige der kravlede ud ad vinduet og forsvandt (film)
Den hundredårige der kravlede ud ad vinduet og forsvandt (svensk: Hundraåringen som klev ut genom fönstret och försvann) er en international komediefilm fra 2013 instrueret af Felix Herngren, der er baseret på romanen af samme navn af Jonas Jonasson. 
Filmen blev udgivet i mere end 40 lande og indtjente mere end US$50 millioner, hvilket gør den til den tredje mest indbringende svenske film gennem tiderne, kun slået af Mænd der hader kvinder og Pigen der legede med ilden.

## Medvirkende
- Robert Gustafsson som Allan Karlsson
- Iwar Wiklander som Julius
- David Wiberg som Benny
- Mia Skäringer som Gunilla
- Jens Hultén som Gäddan
- Bianca Cruzeiro som Caracas
- Alan Ford som Pim
- Sven Lönn som Hinken
- David Shackleton som Herbert Einstein
- Georg Nikoloff som Popov
- Sibylle Bernardin som Amanda Einstein